# قائمة سفراء الأردن لدى إسرائيل
سفير الأردن لدى إسرائيل هو الممثل الرسمي الأردن لدى إسرائيل، حيث يقع مقر السفارة الأردنية في تل أبيب. يشغل المنصب حاليًا السفير غسان المجالي منذ تقديمه أوراق اعتماده في 8 نوفمبر 2018.

## قائمة السفراء
| الترتيب | السفير                                                                             | صورة | تاريخ الاعتماد الدبلوماسي | تاريخ الانتهاء | ملك الأردن                               | رئيس إسرائيل              | ملاحظات |
| ------- | ---------------------------------------------------------------------------------- | ---- | ------------------------- | -------------- | ---------------------------------------- | ------------------------- | ------- |
|         | أُقيمت علاقات دبلوماسية رسمية بين البلدين بعد توقيع معاهدة وادي عربة في أكتوبر 1994 |      |                           |                |                                          |                           |         |
| 1       | مروان المعشر                                                                       |      | 1995                      | 1996           | الحسين بن طلال                           | عيزر فايتسمان             |         |
| 2       | عمر الرفاعي                                                                        |      | 1996                      | 2005           | الحسين بن طلال عبد الله الثاني بن الحسين | عيزر فايتسمان موشيه كتساف | [ 2 ]   |
| 3       | معروف البخيت                                                                       |      | 2005                      | 2006           | عبد الله الثاني بن الحسين                | موشيه كتساف               |         |
| 4       | علي العايد                                                                         |      | 2006                      | 2010           | عبد الله الثاني بن الحسين                | موشيه كتساف شمعون بيريز   | [ 3 ]   |
| 5       | وليد عبيدات                                                                        |      | أكتوبر 2012               | 15 يوليو 2018  | عبد الله الثاني بن الحسين                | شمعون بيريز رؤوفين ريفلين |         |
| 6       | غسان المجالي                                                                       |      | 8 نوفمبر 2018             | لا يزال        | عبد الله الثاني بن الحسين                | رؤوفين ريفلين             |         |